# Ярич Василь Якимович
Василь Якимович Ярич (нар. 29 вересня 1951, с. Велика Тур'я, Долинський район, Івано-Франківська область) — український скульптор. Член НСХУ (1987). Заслужений діяч мистецтв України (1999), Народний художник України (2008). Брат письменника-гумориста Івана Ярича.

## Біографія
Народився 29 вересня 1951 року у с. Велика Тур'я в родині сільського шевця. Був десятою дитиною в родині. Закінчив місцеву восьмирічну школу, а потім здобував освіту у Тростянецькій середній школі. Службу в радянському війську відбув в Угорщині. Працювати малярем у Долинському управлінні технологічного транспорту, де оформлював наочну агітацію. Закінчив Львівський державний інститут прикладного та декоративного мистецтва (1979). Після навчання працював у Художньому фонді. Вибрав фах скульптора. Працює зі станковою та монументальною скульптурою. Створює портрети та пластичні композиції, реалізовані в різних матеріалах: теракота, бронза, камінь, дерево.
Перша персональна виставка робіт відбулася 1991 року у Львові. Вперше репрезентував Україну на Міжнародному симпозіумі скульптури, який проходив у французькому місті Лендштрофі у 1993 році. Василь Ярич — учасник багатьох персональних та групових виставок як в Україні (Великий скульптурний салон у Мистецькому Арсеналі (Київ, 2011 р.), проєкт у галереї «Леміш» (Львів, 2012 р.), персональна виставка у Національному музеї у Львові (2015 р.), Салон української сучасної скульптури (Київ, 2016 р.), «Виставка нескорених художників» у Львівському палаці мистецтв (2017 р.) тощо), так і за кордоном (Польща, Німеччина, США, Франція, Італія, Бельгія, Литва).
Василь Ярич як скульптор-монументаліст є автором першого в Україні пам'ятника Михайлу Грушевському, встановленого у 1993 році в м. Долині.
Відтак були відкриті пам'ятники — королю Данилу Галицькому на Галицькій площі у Львові (2001) у співавторстві з Романом Романовичем, що став візитною карткою славного міста та монумент «Борцям за Українську державу» (2002) у співавторстві з Ярославом Юськівим у Долині.
Василь Ярич є автором пам'ятників Тарасові Шевченку в с. Добрянах Стрийського району (1992) та в місті Рогатині (2019), Іванові Франку у місті Болехові (2006), меморіального комплексу «Борцям за волю України» у Стрию (2005), статуї Матері Божої Діви Марії в підніжжі Ясної Гори в Гошеві (2000), пам'ятника Героям ЗУНР та УГА у Львові (2018), пам'ятника січовому стрільцю, художнику, скульптору та поету Михайлові Гаврилку у м. Болехові (2014), пам'ятника до 125-ліття «Просвіти» у Львові.
Роботи митця знаходяться в багатьох приватних колекціях в Україні та за кордоном, у музейних збірках — Національному музеї та Національній галереї мистецтв у Львові, у музеї Франка в Нагуєвичах, Запорізькому, Чернігівському обласних музеях та інших.
Василь Ярич — автор багатьох меморіальних таблиць у Львові, Івано-Франківську, Стрию. У його творчому доробку понад 400 скульптурних робіт у бронзі, дереві, бетоні, камені, гіпсі. Смисловою основою робіт Василя Ярича є внутрішній спокій. Людина, віддана творчості, високим моральним принципам, вбачає у мистецтві не функцію, а місію. Митець не навантажує свої об'єкти додатковими ефектами, надаючи перевагу промовистості простоти.
В одній майстерні поруч з Василем Яричем вже понад 25 років працює його дружина Світлана Ярич, відома графік і живописець, викладач Львівської національної академії мистецтв. Персональні виставки Світлани Ярич відбулися у Львові (1997, 2015), Люксембурзі (1997), Парижі (1999), Чикаго (2010). 2018 року у львівській галереї «Зелена канапа» відбулася спільна виставка робіт творчого подружжя Світлани і Василя Яричів.
Василь Ярич неодноразово відзначався нагородами та преміями: премія імені Тарасевичів всеукраїнського журналу «Образотворче мистецтво» за кращі скульптурні роботи, диплом і друга премія всеукраїнського трієналє скульптури в Києві та ін.
За високі досягнення на ниві українського мистецтва Василю Яричу Указом Президента України у 2008 році присвоєно звання Народний художник України. А ще він — член Національної спілки художників України (1987). Заслужений діяч мистецтв України (1999), член заснованого у Львові 1989 року Клубу українських митців.
Живе і працює у Львові.

## Роботи
Монументальні
- Пам'ятник Михайлові Грушевському (1990; перший встановлений пам'ятник Грушевському в Україні).
- Пам'ятник «Просвіті» у Львові (1993).
- Пам'ятник Данилові Галицькому у Львові (2001).
- Монумент «Борцям за Українську державу» в місті Долина, 2002 рік. Співавтори скульптор Ярослав Юзьків, архітектори Володимир Сколоздра і Роман Козій[1].
- меморіальний комплекс «Борцям за волю України» (Стрий, 2005).
- Скульптура «Скіфія» для Парку скульптур «Український степ» у Донецьку (відкритий 2006 року).
- Фігура Богородиці в капличці, присвяченій Небесній сотні, село Рокитне Яворівського району (2014)[2].
- Пам'ятник «Михайлу Гаврилку» у Болехові (2014).
- Художньо-меморіальна таблиця Дмитрові Паліїву на вул. Винниченка, 8 у Львові (2011)[3].

Станкові
- «Монумент Слави у Львові», медаль (1979, латунь, діаметр 20).[4]
- «Леся Українка» (1979, алюміній, 16×22)[4].
- «Мартирос Сар'ян», медаль (1979, бронза, діаметр 11)[4].
- «П. І. Чайковський» (1979, бронза, 13×12)[4].
- «В. І. Ленін» (1979, бронза, 15×19)[4].
- «І. Франко» (1980, бронза, діаметр 20)[4].
- «І. Руткович» (1988, гіпс, 44×37×30)[5].
- «Блудний син» (не пізніше 1989)[6].
- Серія «Блудний син» (2001).
- «Скіфська Мадонна» (2006, теракота, дерево, 60×40×30)[7].

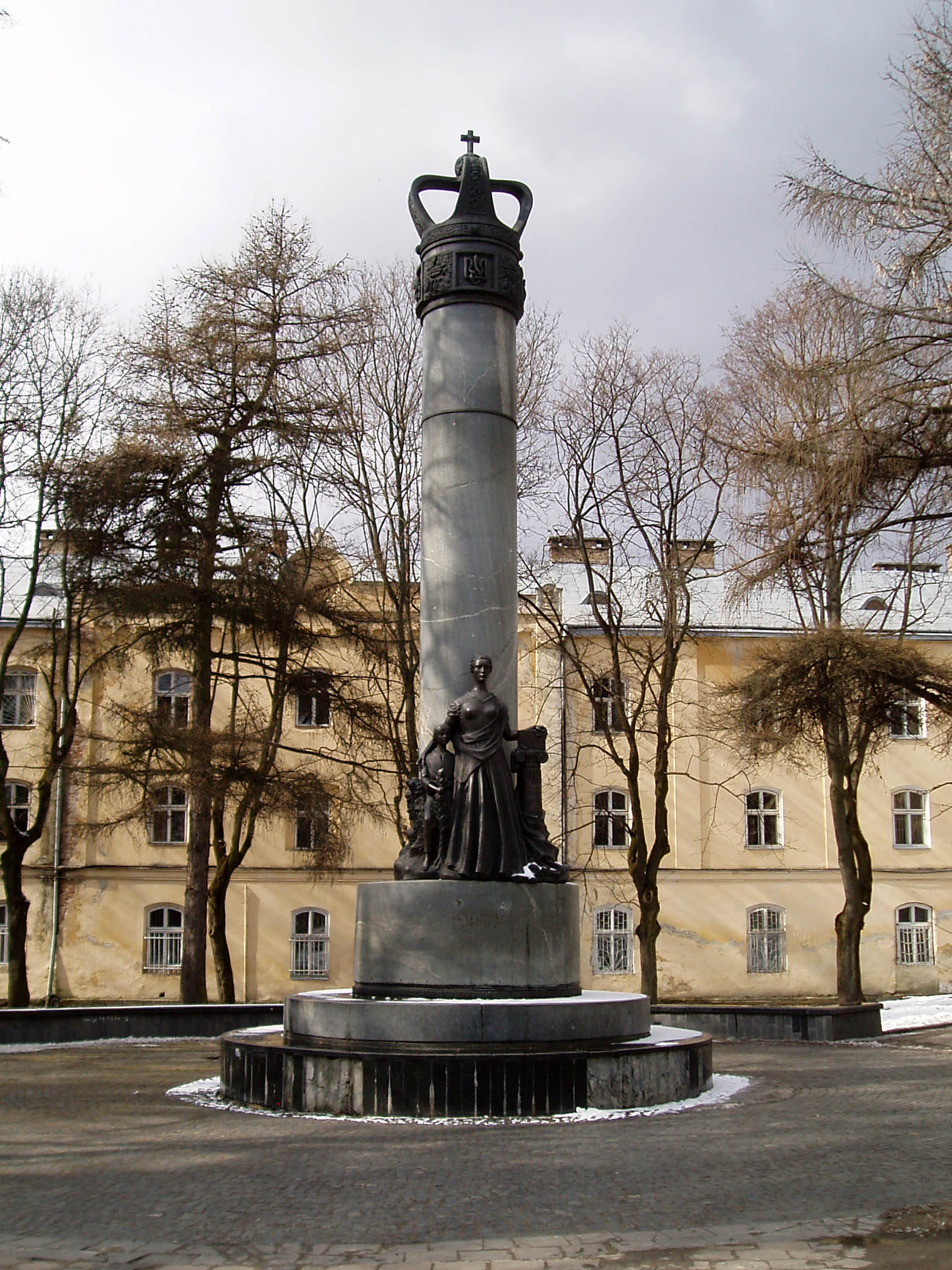
Пам'ятник «Просвіті» (Львів, вул. Лисенка)
Меморіальна таблиця Дмитру Паліїву (Львів, вул. Винниченка, 8)
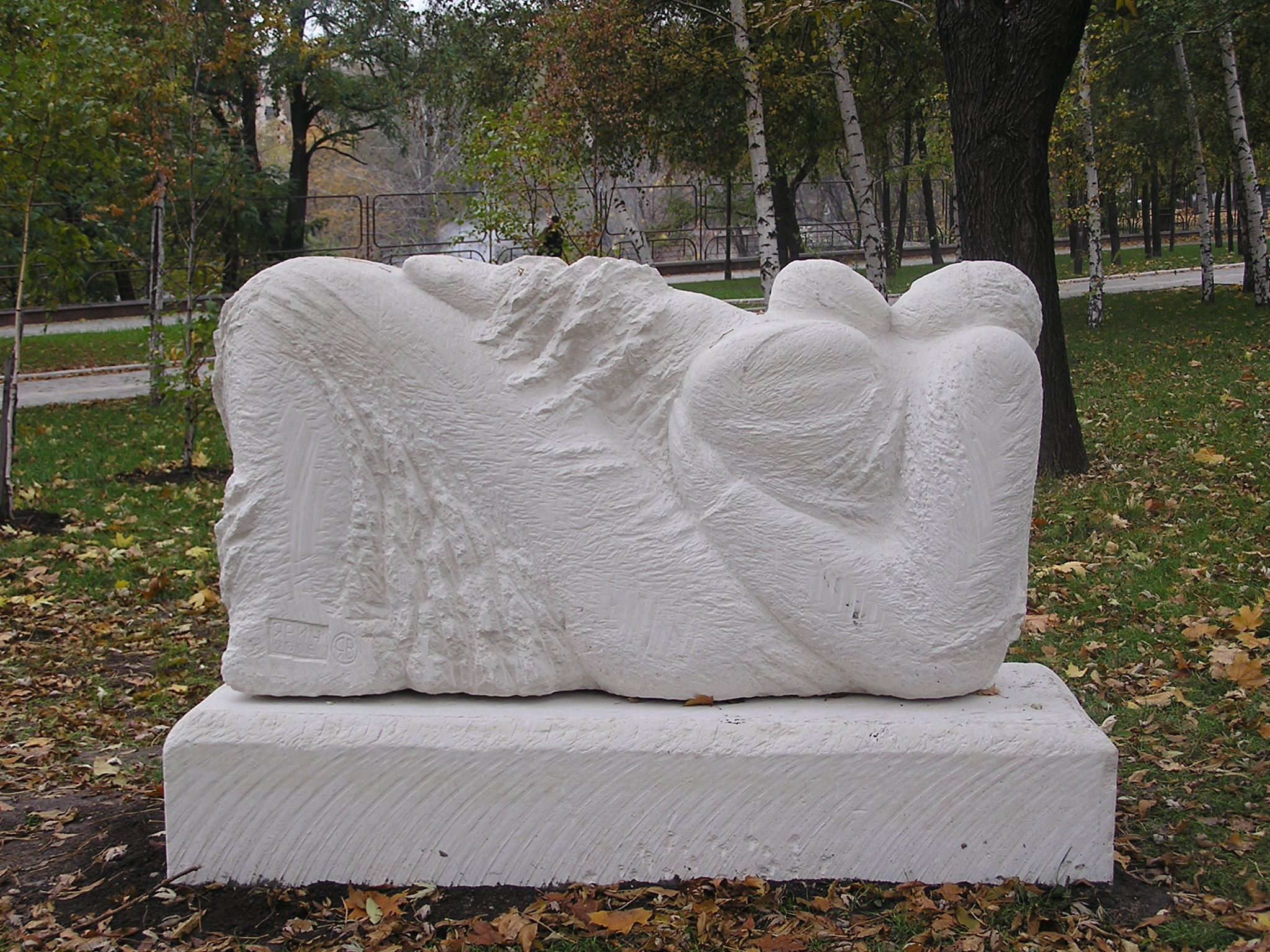
«Скіфія» (Донецьк, Парк скульптур «Український степ», бульвар Пушкіна)